# Saint-Martin-de-Seignanx
Saint-Martin-de-Seignanx – miejscowość i gmina we Francji, w regionie Nowa Akwitania, w departamencie Landy.
Według danych na rok 1990 gminę zamieszkiwało 3047 osób, a gęstość zaludnienia wynosiła 67 osób/km² (wśród 2290 gmin Akwitanii Saint-Martin-de-Seignanx plasuje się na 135. miejscu pod względem liczby ludności, natomiast pod względem powierzchni na miejscu 148.).